# Otto Johan Lagerfelt
Otto Johan Lagerfelt, född 26 april 1721 i Västra Husby församling, Östergötlands län, död 17 mars 1759 på Postelitz å Landt-Rügen, var en svensk ryttmästare. 

## Biografi
Otto Johan Lagerfelt föddes 1721 på Korssätter i Västra Husby socken. Han var son till landshövdingen Gustaf Adolf Lagerfelt i Linköpings län och Magdalena Christina Appelbom. Lagerfelt blev 18 september 1738 volontär vid östgöta kavalleriregemente och 15 maj 1741 kvartermästare vid regementet. Han blev 7 april 1747 löjtnant i hessisk tjänst, 3 juni samma år löjtnant vid Hamiltonska regementet och 22 juli samma år löjtnant vid Östgöta kavalleriregemente. Lagerfelt avancerade och blev 12 juni 1750 ryttmästare vid regementet. Han avled 1759 på Postelitz å Landt-Rügen av enförkylning. Lagerfelt jordfäste i Rappins kyrka, Rügen och begravdes i Linköpings domkyrka.
Lagerfelt kom att bo från 1751 fram till sin död (1759) på Bleckenstad gård i Ekeby socken, Östergötlands län.

### Egendom
Lagerfelt ägde Hovgården i Hovs socken.

### Familj
Lagerfelt gifte sig 7 februari 1749 i Linköping med Brita Odencrantz (1726–1787), dotter av biskopen Andreas Rhyzelius i Linköpings stift och Catharina Ihre. De fick tillsammans barnen Anders Adolf Lagerfelt (1749–1752), Magdalena Catharina Lagerfelt (1750–1753), Brita Lagerfelt (1752–1753), överstelöjtnanten Israel Lagerfelt (1754–1821) vid Smålands kavalleriregemente och Carl Lagerfelt (1755–1755). Vid Lagerfelts död gifte Brita Odencrantz om sig med riksrådet Carl Funck.